# Utar Pradexe

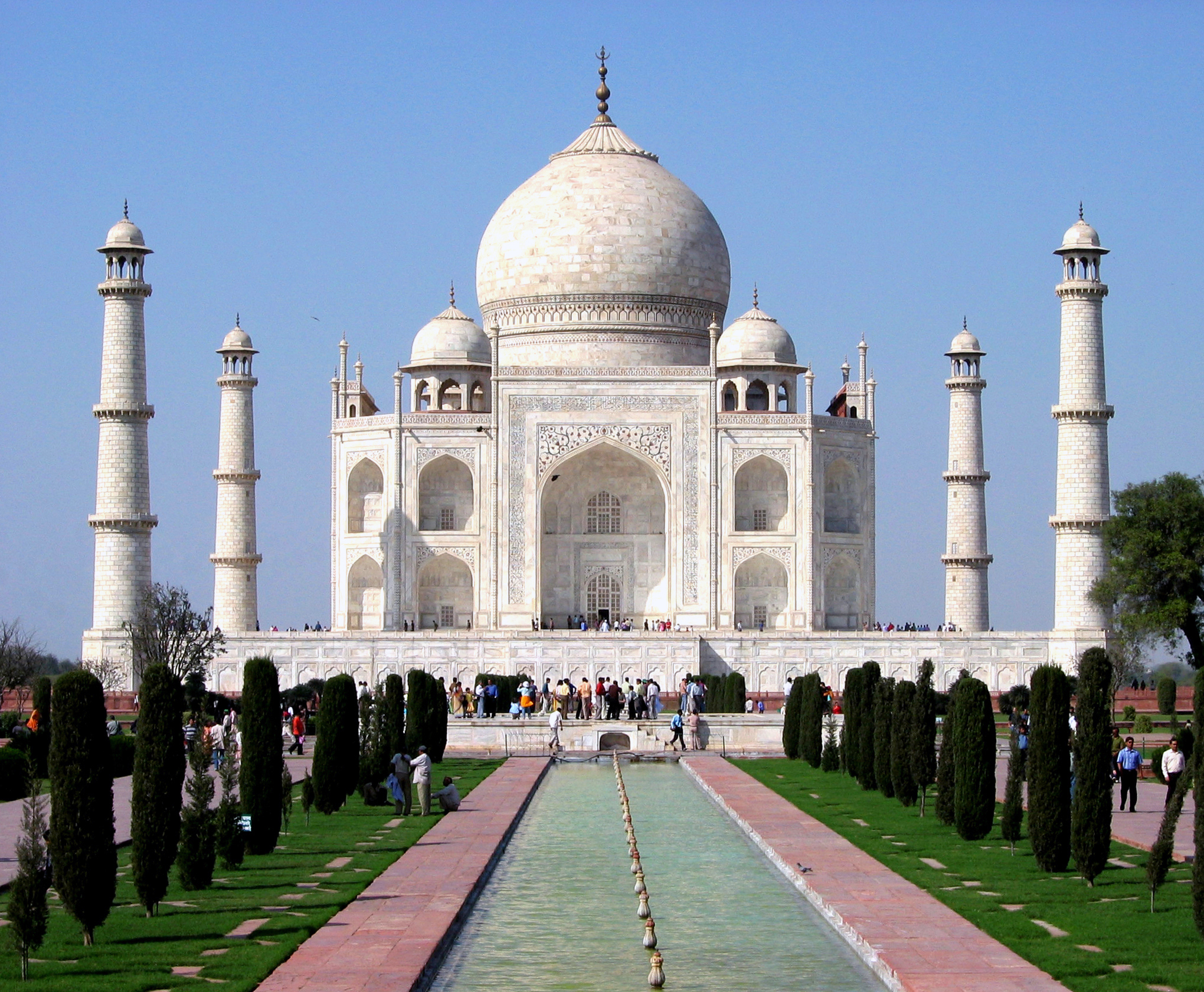
O Taj Mahal, em Agra, estado de Utar Pradexe

Utar Pradexe (Uttar Pradesh) é um dos estados da Índia. Constitui o mais populoso estatoide do mundo, com quase 200 milhões de habitantes em 2010. Se fosse um país, Utar Pradexe seria o sexto mais populoso do mundo, atrás apenas da China, da própria Índia, dos Estados Unidos, da Indonésia e do Brasil. Seus limites são os estados do Himachal Pradexe e Utaracanda e a república do Nepal a norte, Biar e Jarcanda a leste, Chatisgar e Madia Pradexe a sul e o Rajastão, Harianá e o Território da Capital Nacional a oeste. É o único estado indiano governado por um Dalit, Kumari Mayawati.
Algumas das principais cidades do Utar Pradexe são: Agra, Aligarh, Alaabade, Bareli, Kanpur, Lucnau (capital do Estado), Mirat, Moradabade e a cidade sagrada hindu Varanasi.

## Demografia
Dentre os mais de 199 milhões dos habitantes, 50,5 % da população são de hindus. Outros grupos religiosos com presença importante no estado são os muçulmanos (30,4 %), cristãos (10,3 %), budistas (5,9 %), outros (2,9 %).

## Distritos de Uttar Pradesh
1. Aligarh
2. Ayodhya
3. Agra
4. Ambedkar Nagar
5. Azamgarh
6. Amethi
7. Amroha
8. Auraiya
9. Bijnor
10. Balia
11. Balrampur
12. Bhadohi
13. Budaun
14. Barabanki
15. Basti
16. Bareli
17. Bahraich
18. Bagpat
19. Bulandshahar
20. Banda
21. Chitrakoot Dham
22. Distrito Chandauli
23. Deoria
24. Etawa
25. Etah
26. Farrukhabad
27. Fatehpur
28. Firozabad
29. Ghaziabad
30. Gorakhpur
31. Gautam Buda Nagar
32. Bloquear Gonda (Aligarh)
33. Ghazipur
34. Hatras
35. Hamirpur
36. Hardoi
37. Hapur
38. Jaunpur
39. Jalaun
40. Jhansi
41. Kanpur Dehat
42. Kushinagar
43. Kanpur Nagar
44. Kannauj
45. Kaushambi
46. Kasganj
47. Lakhimpur
48. Lucknow
49. Lalitpur
50. Muzaffarnagar
51. Mahoba
52. Mirzapur
53. Moradabad
54. Meerut
55. Mau
56. Maharajganj
57. Mathura
58. Mainpuri
59. Allahabad
60. Pilibhit
61. Pratapgarh
62. Raebareli
63. Rampur
64. Sonbhadra
65. Shamli
66. Saharanpur
67. Sambahal
68. Distrito Sultanpur
69. Sitapur
70. Sant Kabir Nagar
71. Siddharthnagar
72. Shahjahanpur
73. Shravasti
74. Unnao
75. Varanasi

## Governo

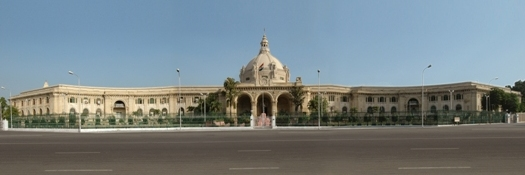
Prédio do Vidhan Sabha, a assembleia legislativa de Utar Pradexe

Utar Pradexe é um dos sete estados da Índia que possuem parlamento bicameral, o Vidhan Sabha (assembleia legislativa) com 404 membros eleitos a cada 4 anos e o Vidhan Parishad (conselho legislativo) 100 membros com um terço eleitos a cada dois anos.